# Iveco ACTL
L'Iveco ACTL (AutoCarro Tattico Logistico) è un autocarro militare per il trasporto dei materiali sviluppato da Iveco Astra per soddisfare le esigenze moderne delle Forze armate italiane.

## Sviluppo
Durante la metà degli anni novanta, l'Esercito Italiano fu soggetto a numerose trasformazioni, anche riguardanti le migliorie ad armi ed equipaggiamenti. La partecipazione alla Guerra del Golfo e le missioni nella ex Jugoslavia durante la guerra nei Balcani avevano messo in risalto le carenze derivate da mezzi antiquati, per quanto ancora efficienti e impiegabili. Nello specifico, l’ACM 80/90, veicolo da trasporto medio leggero, valido per le funzioni interne si rivelò molto limitato per i nuovi scenari bellici che andavano a profilarsi.
Il veicolo chiamato ad affiancare ed integrare e sostituire l'ACM 80/90 doveva avere delle caratteristiche aggiuntive quali:
1. Capacità di carico/traino/trasporto almeno raddoppiati rispetto all'ACM 80/90;
2. Derivazione da un veicolo di serie per limitare i costi di progettazione ed accedere all’assistenza e a pezzi di ricambio comuni;
3. Riduzione del consumo carburante su trasferimenti stradali ed aumento dell’efficienza complessiva;
4. Essere in linea con le dotazioni standard NATO.

Come veicoli "sperimentali", da affiancare agli ACM, furono impiegate le versioni militarizzate dell’Iveco/Astra HD9 e HD6 8x8 e 6x6 con la denominazione di Auto Carro Tattico Logistico (A.C.T.L.) che oltre che nelle Forze armate italiane è stato adottato successivamente anche dall'Esercito spagnolo, dalla Composante Terre de l'armée belge, dall'esercito irlandese e dall'aeronautica danese. Il veicolo è presente dal 2002 nelle Forze armate italiane e nel Corpo militare volontario della Croce Rossa Italiana nella sua versione 4x4 e dal 2000 nella sua versione 8x8 per il trasporto di container. La versione 4x4 è anche aviotrasportabile.
Il Complesso Autoscarrabile "APS 95" adotta il telaio SM 84.45 con sistema di movimentazione Multilift Mk IV o telaio SM 88.42 con sistema di movimentazione Multilift Mk IV.
Il mezzo viene identificato con il proprio nome di fabbrica a seconda della versione:
- ACTL Astra BM201 4X4
- ACTL Astra BM309F 6X6
- ACTL Astra HD6 84.45 8X8
- ACTL Astra SM88.42 8X8

## Caratteristiche
Gli ACTL, prodotti dalla Astra S.p.A, oggi parte di Iveco, sono caratterizzati da robustezza, affidabilità e soprattutto, mobilità.
Sono stati realizzati moltissimi allestimenti progettati, basati su due famiglie principali: la SM (Standard Military) e la SMH (Standard Military Heavy). La versione HD6 delle due serie, si distingue in particolare dalla differente cabina di guida, uguale alla versione civile.
Per entrambe le famiglie, esistono versioni con trazione 4x4, 6x6, 8x8 e diversi allestimenti, che mantengono tra loro il maggior numero possibile di parti in comune per facilitare la manutenzione e la riparazione.
Il motore è collocato sotto il pavimento cabina. Le unità propulsive usate sono:
- Versione BM 201 4x4: Iveco Cursor 8 F2B, diesel, 6 cilindri il linea a 4 valvole per cilindro, turbocompresso, 9500 cm³ di cilindrata, dalla potenza di 310 CV a 2400 giri/minuto, coppia massima 1100 Nm a 1900 giri al minuto.
- Versione BM 309F 6x6: Iveco Cursor 13 F3B, diesel, 6 cilindri a quattro valvole per cilindro, turbocompresso, 12.882 cm³ di cilindrata, dalla potenza di 400 CV a 2100 giri/minuto, dotato di CEB (Freno motore a doppio effetto), coppia massima 1900 Nm a 1570 giri al minuto. Il CEB, acronimo di Combined Engine Brake è un freno motore potenziato che abbina due effetti: decompressione e coppia frenante; per mezzo di una valvola a farfalla sul collettore di scarico, crea una contropressione dei gas di scarico utile a rallentare la rotazione del motore e ad aumentare la forza frenante.
- Versione HD6 84.45 e Versione SM 88.42 8x8: Iveco Cursor 13 F3B, diesel turbocompresso con sistema VGT (turbina geometria variabile), 17.173 cm³ di cilindrata, dalla potenza di 480 CV a 1900 giri/minuto, coppia massima 2200 Nm a 1550 giri al minuto.

Tutte le motorizzazioni comprendono iniezione diretta e sistema di pre-riscaldamento elettronico per partenze nei climi rigidi (-32°).
Le trazioni disponibili variano a seconda dell’impiego e chassis, dal 4x4, 6x6 all'8x8, tutte le versioni dispongono di un cambio manuale idrodinamico ZF WSK 400-90 a 16 rapporti più due di retromarcia, dotato di differenziale centrale bloccabile. Sulle ruote degli assali anteriori, è dotato di due pompe idrauliche principali e di una pompa d'emergenza sulla trasmissione, per mantenere la servo assistenza anche con il motore in avaria. L’A.C.T.L. ha in comune con i veicoli pesanti civili il telaio, assi, mozzi ruota e gli organi di smorzamento. Nel primo e secondo asse, vi trovano posto sospensioni a molle integrate e da ammortizzatori idraulici, compresi di barra stabilizzatrice. nel terzo e quarto asse (tandem posteriore) vi sono presenti sospensioni a molle basculanti su perno centrale, integrate da sei barre di reazione longitudinali. La pressione nelle ruote è mantenuta da un dispositivo a compressore con regolazione manuale.
La cabina è sopraelevata rispetto al propulsore, con tre posti ad equipaggiamento completo in tutte le versioni e dotata di accorgimenti NBC e vetratura blindata; con un apposito kit di rinforzo è possibile applicare esternamente un kit di blindatura in acciaio-kevlar. Gli interni corrispondono alla versione base civile ma, a differenza della versione civile, ha una botola di accesso/uscita nella parte superiore. Non sono previste installazioni difensive ma all'occorrenza è possibile dotare il mezzo di mitragliere leggere intorno alla botola. Oltre alla configurazione normale della cabina, è disponibile anche una ribassata, per consentire il trasporto ferroviario e l’aviotrasporto. La trasportabilità è ottenuta, nei casi di cabina ad altezza normale, operando sul sistema centralizzato di pressione degli pneumatici.

## Versioni
La gamma di ACTL comprende le varie tipologie 4x4, 6x6 e 8x8 e le seguenti versioni:
- SMR 44.30 Versione base 4x4
- SMR 44.31 ACTL con cassone (EI, AM, MM, CMCRI)
- SMR 44.31 Cella Telescopica
- SMR 44.31 con pianale (EI e MM)
- SMR 44.31 rifornitore (AM)
- SMR 44.31 aviorifornitore (GdF)
- SMR 44.31 con piattaforma di lavoro sollevabile
- SMR 44.31 autoribaltabile
- SMR 66.40 autobotte
- SMR 66.40 autoribaltabile
- SMR 66.40 CAD traino artiglieria
- SMR 88.42 autogrù M200
- SMR 88.45 BAD base SAMP-T (serie)
- SMR 88.45 BID a pianale scarrabile
- SMR 88.45 con gru Tcm C 300M
- SMR 88.45 con gru Tcm C 400M
- SMR 88.50 TIM 8x8

Il veicolo 88.50 TIM 8x8, il più pesante della famiglia SM (Standard Militare) prodotta dalla ditta di Piacenza, viene usato per il trasporto del carro armato Ariete.